# HOB GmbH & Co KG
HOB GmbH & Co KG es parte del grupo Brandstätter al cual pertenecen otras compañías, entre ellas la famosa compañía de juguetes Playmobil. HOB GmbH & Co. KG fue fundada en 1964 por Horst Brandstätter como una empresa para el sector electrónico, el nombre de la empresa (HOB) es un acrónimo formato por su nombre (HOrst Brandstätter).
HOB comenzó a desarrollar software y terminales para mainframes IBM en 1981. En 1983 HOB trajo al mundo la primera terminal multisesión para los mainframes que había en el mercado de aquel entonces (la terminal HOB 78E). Los principales cliente de la compañía fueron; MAN, Munich, (Oberfinanzdirektion = Superior Finance Directorate: la instancia central para todas las cuestiones financieras del Estado Alemán Rhineland-Westphalia), las automotrices BMW y Audi, y el correo Alemán Quelle.
Hasta 2001 la empresa produjo software y hardware para mainframes IBM principalmente. Con la llegada de las PCs, las ventas del hardware de terminales se vinieron abajo, en ese mismo año HOB sacó del mercado la producción de terminales de multisesión. Desde entonces, HOB produce solamente soluciones de Software, proporcionando una conexión remota segura para un amplio rango de Sistemas Operativos de computadora. HOB también proporciona servicios de consultoría para Redes.

## Hitos de la empresa
1964 HOB Electronic GmbH & Co. KG es fundada.

1981 Mantiene su foco en el hardware, la empresa también comienza a desarrollar software y terminales para IBM

1983 En el CeBIT, HOB lanza la primera terminal simultánea y multisesión para acceso a 3270

1990 HOB penetra en el mercado del Software, HOB desarrolla la primera solución basada en Windows para emulaciones 3270.

1996 Java entra en acción y HOB llega a ser uno de los primeros innovadores de tecnología Java.

2000 HOB Inc. es fundada, expandiendo a HOB GmbH & Co KG dentro del mercado norteamericano con un amplio rango de soluciones para Servidores de Windows Terminal, IBM Mainframes, AS/400 y UNIX.

2004 HOB GmbH & Co KG se expande al mercado mexicano y se funda HOB México y Latinoamérica, quedando como CEO Ing. Carlos Hernández Licona.

## Áreas de operación
HOB es una empresa internacional activa que fabrica Software a una variedad de sectores comerciales como el sector financiero, el automotriz, el salud, el de educación, el sector gobierno y otros sectores más. El Softwrae desarrollado por HOB incluye soporte para varios idiomas.
El soporte técnico (mantenimiento y servicios de actualización) son proveídos ya sea directamente desde las oficinas centrales de HOB Alemania o bien por medio de las distintas oficinas de HOB en el mundo o bien por medio de los distribuidores autorizados.
Tanto en las oficinas centrales en Cadolzburg como en las oficinas alrededor del mundo, HOB cuenta con una flotilla de personal de aproximadamente 100 personas, HOB cuenta con oficinas en Francia, Austria, U.S.A., Malta y México con una infinidad de distribuidores a nivel mundial.